# Ligerius
Ligerius (gestorven januari 1128) was een kluizenaar in de duinen van het huidige Koksijde in West-Vlaanderen.

## Levensloop
Ligerius was (waarschijnlijk) een Franse benedictijn die zijn klooster verliet om als kluizenaar te gaan leven. Hij vestigde zich rond 1107 in de duinen in de buurt van het huidige Koksijde. Hij richtte er een eenvoudige kluis op. Stilaan trok hij enkele volgelingen aan en begon zich een kleine kluizenaarsgemeenschap te vormen De kluis breidde zich uit tot enkele hutten en een eenvoudige kapel.
Abt Anthelmus van de benedictijnenabdij van Fontmorigny is geïnteresseerd in deze kleine gemeenschap en stuurt monnik Fulco en enkele andere monniken uit de abdij van Fontmorigny naar Ligerius. Deze benedictijnen sluiten zich aan bij het groepje kluizenaars. 
Het kapittel van Veurne schenkt aan Fulco middelen en geeft hem de toelating voor de bouw van een klein en eenvoudig houten abdijgebouw en kerkje op duingronden geschonken door de graven Willem Clito en Diederik van de Elzas. In 1128 wijdt Jan van Waasten, bisschop van Terwaan, deze nieuwe benedictijnenabdij. Fulco wordt de abt. De kleine abdij wordt opgedragen aan Onze Lieve Vrouw.
De kluizenaars van Ligerius sluiten zich aan bij deze gemeenschap. Ligerius was inmiddels overleden.
Uit deze gemeenschap groeide de latere Duinenabdij.
Over de afkomst van Ligerius is niet veel bekend. Mogelijk was hij afkomstig uit de streek van Sint-Winoksbergen, misschien was hij een benedictijn uit Terwaan. Zijn kloosternaam Ligerius is wellicht gebaseerd op de Heilige Ligerius (7de eeuw). Hij stierf in januari 1128.